# 黄陂战役
黄陂战役，是第一次国共内战中，中共第四次反围剿战争中一场重要的战役。
1933年2月，红11军伪装主力退向黎川地区，国军中计南下。2月27日，隐蔽的红一、三军团突然发起进攻全歼国军52师。红五军团向59师发起进攻，至3月1日该师大部被歼。红军缴枪一万余支（挺）。